# Benjamin Fleischmann
Benjamin Iosifovitsj Fleischmann (Russisch: Вениамин Иосифович Флейшман, Veniamin Iosifovitsj Flejsjman) (Bezjetsk, 20 juli 1913 - bij Leningrad, 14 september 1941) was een Russisch-Joodse componist. Hij was een veelbelovend talent, maar sneuvelde voor hij zijn enige bekend geworden werk kon voltooien.

## Biografie
Fleischmann studeerde voor het uitbreken van de Tweede Wereldoorlog compositie bij Dmitri Sjostakovitsj aan het Konservatorija im. N.V.Rimskogo-Korsakova (Russisch: Санкт-Петербургская государственная консерватория имени Н.А. Римского-Корсакова) in Leningrad. Daar begon hij in 1939 - op advies van zijn leermeester - aan zijn kameropera in één bedrijf: Rothschilds viool (Russisch: Скрипка Ротшильда). Het verhaal van deze opera is gebaseerd op de gelijknamige korte vertelling van Anton Tsjechov. De centrale figuur in dit verhaal is de verbitterde Jakov Ivanov, een doodskistenmaker en amateurviolist. Het verhaal gaat met name over de voortschrijdende levenswijsheid van de hoofdpersoon die bij de dood van zijn vrouw tot inkeer komt. Bij het naderen van zijn eigen dood, besluit Ivanov zijn viool na te laten aan de jood Rothschild, die hij aanvankelijk verachtte. Door de keuze van dit onderwerp wilde de componist protesteren tegen het antisemitisme dat destijds ook in de Sovjet-Unie heerste. Fleischmann had een zeer gevoelig karakter en hij neigde meer naar treurige dan naar vrolijke muziek. Tsjechov voelde hij goed aan, maar het werk aan zijn opera viel hem zwaar.
Toen Duitsland in 1941 het Molotov-Ribbentroppact (het niet-aanvalsverdrag tussen nazi-Duitsland en de Sovjet-Unie) schond, rukten de Duitse troepen op tot dicht bij Leningrad, waar ze op zwaar verzet stuitten. Ook de bevolking van Leningrad hielp massaal mee bij de verdediging van de stad. Fleischmann meldde zich vrijwillig bij de volksbrigade van het rayon Koejbitsjev, een groep die bestond uit militair ongeschoolde mannen. Slechts enkelen van hen overleefden. Fleischmann verdween spoorloos, zonder graf en zonder nalatenschap, met uitzondering van zijn onafgemaakte opera, waarvan hij het libretto en een pianoversie had geschreven. Sjostakovitsj besloot Rothschilds viool te voltooien en te orkestreren. Dit is een prachtig werk gebleken, zuiver, subtiel en treurig.
Het regime van Jozef Stalin erkende in 1948 de uitgeroepen staat Israël, maar dat weerhield de dictator er niet van om in datzelfde jaar een campagne te beginnen tegen de joodse intellectuelen in de Sovjet-Unie. Daarom kon pas in 1968 de première van het werk plaatsvinden, onder leiding van Sjostakovitsj' zoon Maksim. Het vond plaats ter gelegenheid van de opening van een experimentele studio voor kameropera's. De uitvoering werd een geweldig succes, de pers was enthousiast. Cultuurfunctionarissen bestempelden het werk echter al snel als "zionistisch": het werd de dag na de eerste uitvoering al verboden. 
Tegenwoordig hoort men Rothschilds viool nog steeds maar zelden in de theaters. Er zijn slechts drie uitvoeringen van op de markt gebracht: een langspeelplaat uit 1985 met het koor en orkest van het Ministerie van Cultuur van de USSR en solisten onder leiding van Gennadi Rozjdestvenski. In 1996 is er een cd uitgebracht met het Rotterdams Philharmonisch Orkest onder leiding van dezelfde dirigent. Solisten in deze opname (die overigens niet meer nieuw in de handel verkrijgbaar is) zijn: Sergej Lejferkoes - Ivanov; Konstantin Ploesjnikov - Rothschild; Ilja Levinski - Sjachkes; Marina Sjagoech - Marfa. Later is er nog een CD-opname verschenen van het Royal Liverpool Philharmonic Orchestra onder leiding van Vasili Petrenko met medewerking van diverse solisten.
- Bibliothèque nationale de France: cb13999952w (data)
- Gemeinsame Normdatei: 1017824479
- International Standard Name Identifier: 0000 0000 8156 9936
- Library of Congress Control Number: n87826077
- MusicBrainz: 9f29c2da-a828-4138-9ad6-3a803a326cb2
- Nationale Bibliotheek van Tsjechië: xx0161882
- Nationale Bibliotheek van Israël: 987007261146305171
- Réseau des bibliothèques de Suisse occidentale: 02-A003247668
- SNAC: w6k65sk6
- Système universitaire de documentation: 034826777
- Virtual International Authority File: 76511064
- WorldCat: E39PBJy8wRjBFF3PyW9qdxTfv3